# Steinkreuzweg (Naumburg/Saale)
Der Steinkreuzweg ist eine Straße in Naumburg (Saale) in Sachsen-Anhalt, Deutschland. Nach dem Straßenzug ist das gleichnamige Gewerbegebiet am Ort benannt.

## Lage
Der Steinkreuzweg führt von der Bundesstraße 180 bergauf in Richtung Südwesten. Er hat den Charakter einer Anwohnerstraße bzw. kleinen Gewerbestraße. Seine niedrigen Bereiche bis ca. in Höhe der Plattenbausiedlung Völkerfreundschaft sind noch gut ausgebaut. Bis dorthin bildet er die Begrenzung des Neuen Friedhofs von Naumburg. In den höheren Bereichen besteht der Steinkreuzweg nur noch als Schotterpiste. Seine Fortsetzung findet er auf dem Berg mit der Straße Am Tennisplatz, die wieder mehr befestigt wurde.
Das Gewerbegebiet Steinkreuzweg zieht sich zwischen der namensgebenden Straße und der Stadtgrenze den Berg hinauf. Die Stadtgrenze wird hier durch den Weichaugrund markiert. Unmittelbar oberhalb des gegenüberliegenden Hanges des Grundes folgt das zur Verbandsgemeinde Wethautal gehörende Gewerbegebiet Schönburg-Wethau.

## Besonderheiten
Seinen Namen hatte der Steinkreuzweg von den dort einst aufgestellten Steinkreuzen, die sich heute nicht mehr dort, sondern im Stadtmuseum Naumburg bzw. auf dem Grundstück von dessen Verwaltung in der Grochlitzer Straße befinden.
Am Steinkreuzweg stehen auf dem Berg der große Funkturm der Stadt sowie der kleine Funkturm für Naumburgs Lokalsender.
Am nordöstlichen Ende, an der Bundesstraße 180, befand sich im Mittelalter das alte Dort Wichowe, nach dem heute die Siedlung Weichau im Weichaugrund benannt ist.
Die im Gewerbegebiet Steinkreuzweg gelegene Straße Am Hohen Stein ist benannt nach den Menhiren von Wethau. Ein Grabhügel in diesem Bereich ist auf der Liste der Bodendenkmale in Naumburg (Saale) verzeichnet.
Von den höheren Bereichen des Steinkreuzwegs besteht eine weite Sichtmöglichkeit über den Osten Naumburgs sowie das Saaletal bei Schönburg und Goseck sowie das Unstruttal bei Freyburg. Der Naumburger Dom ist von dort nicht zu sehen.